# Jehuda Lapidot
Jehuda Lapidot (ur. 13 sierpnia 1928) – izraelski dowódca wojskowy, historyk i profesor biochemii.

## Młodość
Urodził się w żydowskiej rodzinie w Mandacie Palestyny.

## Służba wojskowa
W wieku 15. lat, w 1943 wstąpił do żydowskiej organizacji paramilitarnej Irgun. Po przejściu szkolenia wojskowego bardzo szybko awansował i był odpowiedzialny za składy broni i amunicji Irgunu w miastach Ramat Gan oraz Bene Berak. Brał udział w akcjach dywersyjnych przeciwko Brytyjczykom. W nocy 2 kwietnia 1946 uczestniczył w akcji sabotażu linii kolejowych na południu kraju. Został wówczas poważnie ranny w ramię. W 1947 został przeniesiony do Jerozolimy, gdzie objął dowodzenie nad kompanią.
Podczas I wojny izraelsko-arabskiej w 1948 wziął udział w serii bitew o Jerozolimę (15 maja-19 lipca). Dowodził siłami Irgunu podczas bitwy o Ramat Rachel (22-25 maja) i prowadził siły Irgunu do ataku na Stare Miasto (operacja Kedem, 16-17 lipca). Następnie został oficerem Sił Obronnych Izraela, a po zakończeniu wojny odszedł z armii.

## Po odejściu z armii
W 1949 rozpoczął studia na Uniwersytecie Hebrajskim w Jerozolimie, uzyskując w 1960 doktorat z biochemii. W 1973 został mianowany profesorem zwyczajnym na Uniwersytecie Hebrajskim.
W 1981 został powołany na stanowisko dyrektora Lishkat Hakesher, organizacji zajmującej się utrzymywaniem łączności z Żydami żyjącymi w Bloku Wschodnim podczas Zimnej Wojny i organizowaniem ich emigracji do Izraela.
W 1988 odszedł z Uniwersytetu Hebrajskiego i rozpoczął badania historyczne nad okresem Mandatu Palestyny ze szczególnym naciskiem na historię Irgunu. Napisał kilka książek historycznych.